# Josep Mariscal i Montoliu
Josep Mariscal i Montoliu (Barcelona, 30 d'octubre de 1919 - Barcelona, 17 de gener de 1977) fou un futbolista català de les dècades de 1940 i 1950.

## Trajectòria
Començà la seva trajectòria a la UA Horta i a continuació a la UE Sant Andreu. Posteriorment, jugà durant sis temporades al RCD Espanyol entre 1942 i 1948, essent titular de l'equip la majoria d'elles. Jugà un total de 117 partits de lliga, debutant un 18 d'octubre de 1942 a Sarrià en una victòria per 5 a 0 davant el Reial Oviedo. El darrer partit amb l'Espanyol fou en una derrotà a Sant Sebastià per 4 a 2 davant la Reial Societat. Formà part de l'equip titular de disputà la final de Copa de l'any 1947 a La Corunya enfront del Reial Madrid i que es perdé per 2 a 0. El 1948 fitxà precisament pel club blanc, on jugà dues temporades, i a continuació pel Reial Valladolid, on en romangué tres més, però en cap dels dos conjunts disposà de molts minuts.
Disputà dos partits amb la selecció catalana de futbol entre 1944 i 1948.
La temporada 1953-54 es va treure el títol d'entrenador, dirigint diversos equips catalans com el CE Júpiter, el CF Badalona i la UE Sant Andreu.